# Sèrie Radeon RX 7000
La sèrie Radeon RX 7000 és una sèrie d'unitats de processament gràfic desenvolupades per AMD, basades en la seva arquitectura RDNA 3. Va ser anunciat el 3 de novembre de 2022 i és el successor de la sèrie Radeon RX 6000. Actualment AMD ha anunciat cinc targetes gràfiques de la sèrie 7000: RX 7600, RX 7700 XT, RX 7800 XT, RX 7900 XT i RX 7900 XTX. AMD va llançar oficialment els RX 7900 XT i RX 7900 XTX el 13 de desembre de 2022. AMD va llançar el RX 7600 el 25 de maig de 2023. AMD va llançar les seves dues últimes unitats de processament gràfic de la família RDNA 3 el 6 de setembre de 2023; el 7700 XT i el 7800 XT.
És la primera generació de GPU Radeon que inclou acceleradors d'IA dedicats, una característica que AMD només havia ofert anteriorment a les seves GPU Instinct dirigides als centres de dades.

## Característiques de la sèrie Radeon RX 7000
- Microarquitectura RDNA 3
  - Fins a 96 unitats de càlcul (CU) en comparació amb el màxim de 80 de la sèrie RX 6000
  - Noves ALU d'ombres de dos problemes a cada CU amb la possibilitat d'executar dues instruccions per cicle
  - Acceleradors de traçat de raigs de segona generació
  - Acceleradors d'IA dedicats amb instruccions Wave MMA (multiplicació-acumulació de matrius)
- Primera targeta gràfica de consum basat en un disseny de chiplet
  - TSMC N5 per a matriu de càlcul gràfic (GCD)
  - TSMC N6 per a matriu de memòria cau (MCD)
- Fins a 24 GB de memòria GDDR6
- S'ha duplicat la memòria cau L1 de 128 KB a 256 KB per matriu
- Augment de la memòria cau L2 un 50% de 4 MB a 6 MB com a màxim
- Infinity Cache de segona generació amb una amplada de banda màxima de fins a 2,7 vegades i fins a 96 MB de capacitat
- Interfície PCIe 4.0 x16
- Suport per a la codificació i descodificació de maquinari AV1 per a vídeo de 12 bits fins a 8K60
- Nou motor "Radiance Display" amb:
  - Compatibilitat amb DisplayPort 2.1 UHBR 13.5 (ample de banda de fins a 54 Gbit/s)
  - Suport HDMI 2.1a (ample de banda de fins a 48 Gbit/s)
  - Admet sortida de fins a 8K 165 Hz o 4K 480 Hz amb DSC
  - Color de 12 bits i Rec. 2020 suport per a HDR